# CSG 4510

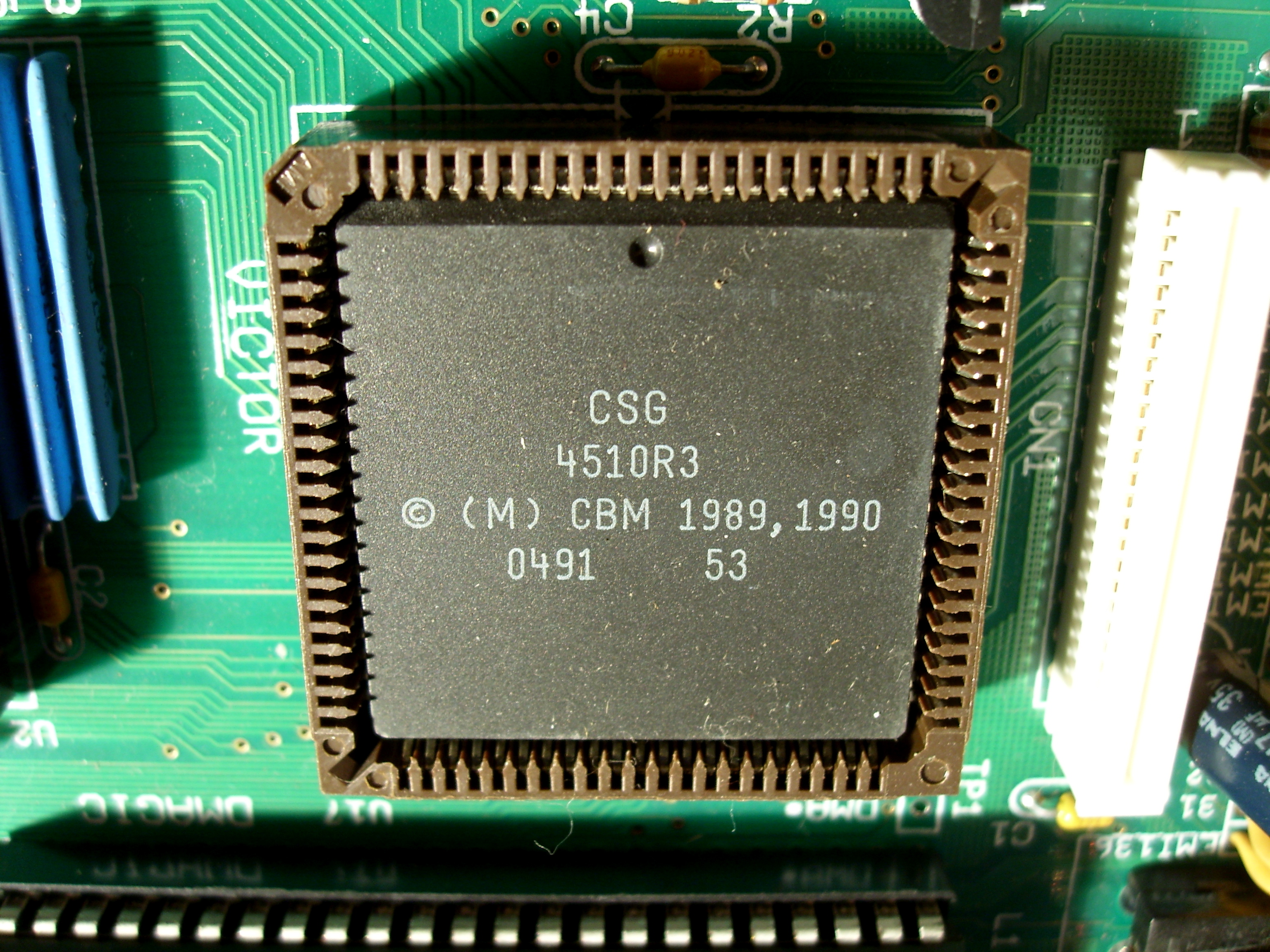
Il microcontrollore CSG 4510.

Il CSG 4510 è un microcontrollore prodotto da Commodore Semiconductor Group. Era destinato all'utilizzo come unità centrale del mai commercializzato home computer a 8 bit Commodore 65 (64DX). Il 4510 integra la CPU CSG 65CE02 e 2 unità di input/output MOS 6526 CIA.

## Dettagli tecnici
Realizzato in package PLCC ad 84 pin, operava a 3,54 MHz e si occupava di gestire anche la comunicazione con le periferiche del computer, come le porte joystick, la porta di espansione della memoria, la porta dell'unità a dischi.
Internamente conteneva 4 timer a 16 bit, 2 orologi a 12/24 ore con allarmi programmabili, 2 registri a scorrimento ad 8 bit, 30 linee di I/O programmabili indipendentemente ed un bus indirizzi capace di gestire fino a 1 MB di memoria.